# Dorfkirche Blandikow

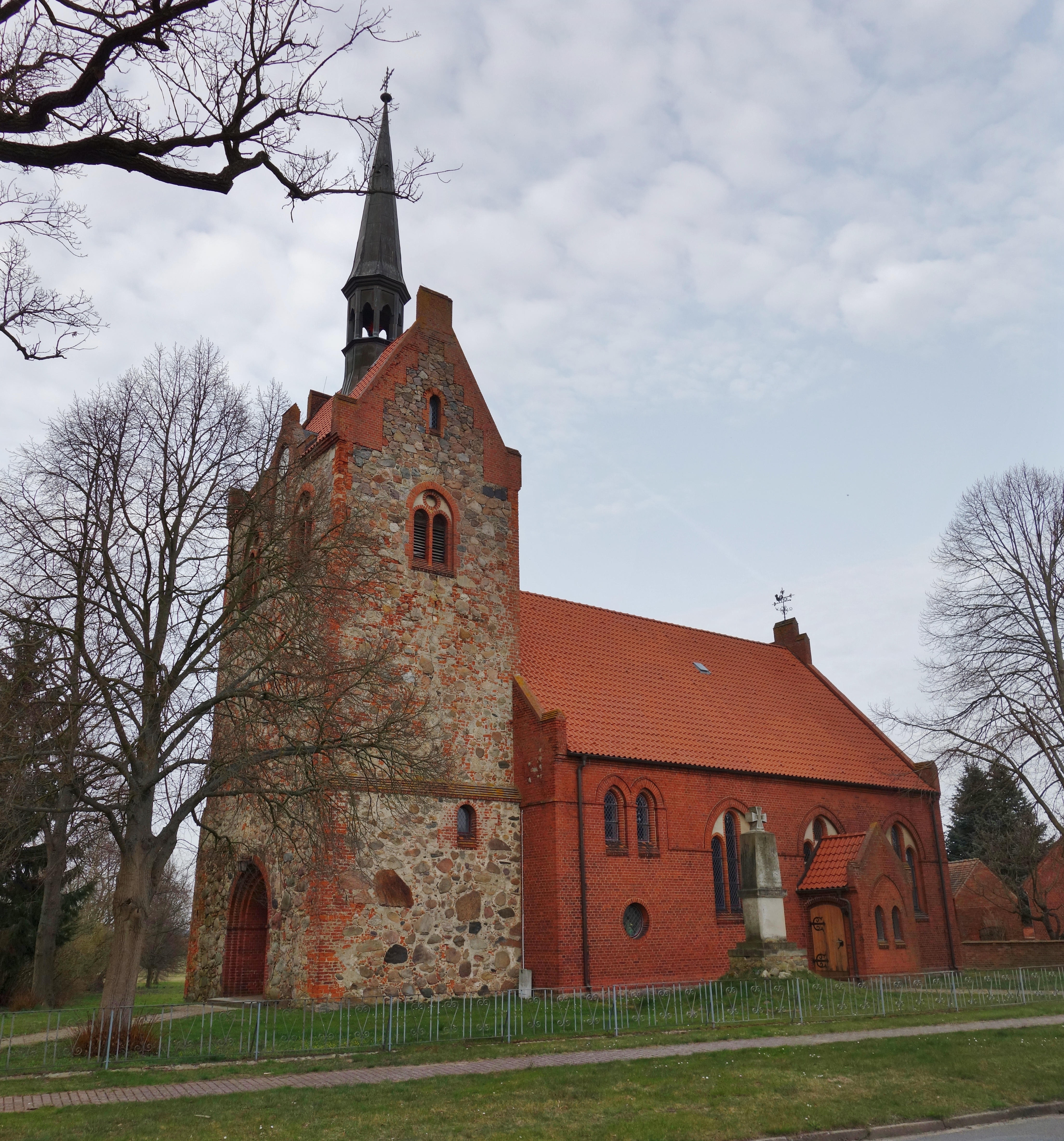
Dorfkirche Blandikow

Die evangelische, denkmalgeschützte Dorfkirche Blandikow steht in Blandikow, einem Ortsteil der Gemeinde Heiligengrabe im Landkreis Ostprignitz-Ruppin in Brandenburg. Die Kirche gehört zum Pfarrbereich Papenbruch im Kirchenkreis Wittstock-Ruppin im Sprengel Potsdam in der Evangelischen Kirche Berlin-Brandenburg-schlesische Oberlausitz.

## Beschreibung
Das neugotische, mit einem Satteldach bedeckte Langhaus wurde 1886/1887 aus Backsteinen nach Osten an den querrechteckigen Kirchturm einer spätgotischen Feldsteinkirche angebaut, der quer ein Satteldach erhielt, aus dem sich ein achteckiger, mit einem spitzen Helm bedeckter Dachreiter erhebt. Die als Biforien gestalteten Klangarkaden und das Gewände des Portals im Kirchturm wurden dabei erneuert.
Das Erdgeschoss des Kirchturms und der Innenraum des Langhauses sind mit einem breiten Spitzbogen verbunden. Die Kirchenausstattung der Saalkirche ist einheitlich aus der Bauzeit. Die Orgel mit neun Registern, einem Manual und einem Pedal wurde 1888 von Friedrich Hermann Lütkemüller gebaut.